# ジャーメイン・デ・ランダミー
ジャーメイン・デ・ランダミー（Germaine de Randamie、1984年4月24日 - ）は、オランダの女性キックボクサー、総合格闘家。ユトレヒト州ユトレヒト出身。CSAホランド所属。元UFC世界女子フェザー級王者。

## 来歴
オランダ・ユトレヒトにオランダ人の父親とスリナム人の母親の間に生まれる。15歳からムエタイを始めた。キックボクシングでは46戦46勝の戦績を残し、7団体・3階級で世界タイトル10冠を獲得した。
2008年12月19日、プロ総合格闘技デビュー戦でヴァネッサ・ポルトと対戦し、腕ひしぎ十字固めで一本負け。

### Strikeforce
2011年6月24日、Strikeforce Challengers: Fodor vs. Terryでジュリア・バッドと対戦し、判定負け。

### UFC
2013年7月27日、UFC初参戦となったUFC on FOX 8で女子バンタム級ランキング8位のジュリー・ケッジーと対戦し、2-1の判定勝ち。
2013年11月6日、UFC: Fight for the Troops 3で女子バンタム級ランキング8位のアマンダ・ヌネスと対戦し、グラウンドの肘打ちでTKO負け。
2016年5月8日、UFC Fight Night: Overeem vs. Arlovskiでアンナ・エルモスと対戦し、ボディへの右膝蹴りでKO勝ち。パフォーマンス・オブ・ザ・ナイトを受賞した。

#### 世界フェザー級王座獲得
2017年2月11日、UFC 208の世界女子フェザー級王座決定戦でホリー・ホルムと対戦し、3-0の判定勝ちを収め初代王座を獲得した。

#### 世界フェザー級王座剥奪
王座獲得後、UFCはクリスチャン・サイボーグとのタイトルマッチをオファーしていたが、デ・ランダミーはサイボーグのドーピング疑惑を理由に対戦を拒否したため、2017年6月19日、UFC公式サイトで王座剥奪が発表された。
2018年11月10日、1年9ヶ月ぶりの復帰戦となったUFC Fight Night: Korean Zombie vs. Rodríguezで女子バンタム級ランキング4位のラケル・ペニントンと対戦し、3-0の判定勝ち。
2019年7月13日、UFC Fight Night: de Randamie vs. Laddで女子バンタム級ランキング4位のアスペン・ラッドと対戦し、試合開始直後に右ストレートをヒットさせ、1R16秒でTKO勝ち。
2019年12月14日、UFC 245のUFC世界女子バンタム級タイトルマッチで王者アマンダ・ヌネスに挑戦し、0-3の5R判定負けを喫し王座獲得に失敗した。
2020年10月4日、UFC on ESPN: Holm vs. Aldanaで女子バンタム級ランキング4位のジュリアナ・ペーニャと対戦し、ギロチンチョークでペーニャを絞め落として3R一本勝ち。パフォーマンス・オブ・ザ・ナイトを受賞し、キャリア初の一本勝ちを飾った。
2024年4月6日、3年半ぶりの復帰戦となったUFC Fight Night: Allen vs. Curtis 2で女子バンタム級ランキング11位のノルマ・ドゥモンと対戦し、0-3の判定負け。

## 人物・エピソード
- プロボクシングの試合でトム・ウェイズという男子選手にKO勝ちしている。
- 格闘技で生計を立てるまでは、警察官と精神科病院の看護師として働いていた[1]。

## 戦績

### 総合格闘技
| 総合格闘技 戦績 | 総合格闘技 戦績 | 総合格闘技 戦績 | 総合格闘技 戦績 | 総合格闘技 戦績 | 総合格闘技 戦績 | 総合格闘技 戦績 |
| --------------- | --------------- | --------------- | --------------- | --------------- | --------------- | --------------- |
| 15 試合         | (T)KO           | 一本            | 判定            | その他          | 引き分け        | 無効試合        |
| 10 勝           | 4               | 1               | 5               | 0               | 0               | 0               |
| 5 敗            | 1               | 1               | 3               | 0               | 0               | 0               |

| 勝敗 | 対戦相手               | 試合結果                          | 大会名                                                               | 開催年月日     |
| ×    | ノルマ・ドゥモン       | 5分3R終了 判定0-3                 | UFC Fight Night: Allen vs. Curtis 2                                  | 2024年4月6日   |
| ○    | ジュリアナ・ペーニャ   | 3R 3:25 ギロチンチョーク          | UFC on ESPN 16: Holm vs. Aldana                                      | 2020年10月4日  |
| ×    | アマンダ・ヌネス       | 5分5R終了 判定0-3                 | UFC 245: Usman vs. Covington 【UFC世界女子バンタム級タイトルマッチ】 | 2019年12月14日 |
| ○    | アスペン・ラッド       | 1R 0:16 TKO（右ストレート）       | UFC Fight Night: de Randamie vs. Ladd                                | 2019年7月13日  |
| ○    | ラケル・ペニントン     | 5分3R終了 判定3-0                 | UFC Fight Night: Korean Zombie vs. Rodríguez                         | 2018年11月10日 |
| ○    | ホリー・ホルム         | 5分5R終了 判定3-0                 | UFC 208: Holm vs. de Randamie 【UFC世界女子フェザー級王座決定戦】    | 2017年2月11日  |
| ○    | アンナ・エルモス       | 1R 3:46 KO（ボディへの右膝蹴り）  | UFC Fight Night: Overeem vs. Arlovski                                | 2016年5月8日   |
| ○    | ラリッサ・パシェコ     | 2R 2:02 TKO（スタンドパンチ連打） | UFC 185: Pettis vs. dos Anjos                                        | 2015年3月14日  |
| ×    | アマンダ・ヌネス       | 1R 3:56 TKO（グラウンドの肘打ち） | UFC: Fight for the Troops 3                                          | 2013年11月6日  |
| ○    | ジュリー・ケッジー     | 5分3R終了 判定2-1                 | UFC on FOX 8: Johnson vs. Moraga                                     | 2013年7月27日  |
| ○    | HIROKO                 | 5分3R終了 判定3-0                 | Strikeforce: Rousey vs. Kaufman                                      | 2012年8月18日  |
| ×    | ジュリア・バッド       | 5分3R終了 判定0-3                 | Strikeforce Challengers: Fodor vs. Terry                             | 2011年6月24日  |
| ○    | ステファニー・ウェバー | 1R 4:25 KO（膝蹴り連打）          | Strikeforce: Diaz vs. Cyborg                                         | 2011年1月29日  |
| ○    | ニコール・ジョンソン   | 5分3R終了 判定3-0                 | Playboy Fight Night 5                                                | 2010年9月11日  |
| ×    | ヴァネッサ・ポルト     | 1R 3:36 腕ひしぎ十字固め          | Revolution Fight Club 2                                              | 2008年12月19日 |

### キックボクシング
- 46戦46勝0敗

## 獲得タイトル
- 初代UFC世界女子フェザー級王座（2017年）

## 表彰
- UFC パフォーマンス・オブ・ザ・ナイト（2回）